# Дымовка (Крым)
 Ды́мовка (до 1948 г. Кады́м, Кади́ма; укр. Димівка, крымскотат. Kadima, Кадима, ивр. קדימה‎ — Кадима) — упразднённое село в Джанкойском районе Крыма, располагавшееся в центре района, включённое в состав Победного, сейчас — южная часть села, на правом берегу реки Победная.

## История
Еврейская земледельческая артель Кадима (ивр. קדימה‎ — «Кадима», «Вперёд») была основана в 1926 году на территории Немецко-Джанкойского сельсовета Джанкойского района и, артель Кадимо уже значилась Списке населённых пунктов Крымской АССР по Всесоюзной переписи 17 декабря 1926 годасогласно которому, в артели Немецко-Джанкойского сельсовета Джанкойского района, числился 31 двор, все крестьянские, население составляло 126 человек, все евреи.
К началу отечественной войны это было уже довольно большое село, а, вскоре после её начала часть еврейского населения Крыма была эвакуирована, из оставшихся под оккупацией большинство расстреляны.

Памятник 1944 года на месте концлагеря

Во время Великой Отечественной войны, с ноября 1941 года по 1943 год на территории животноводческой фермы, села Кадым действовал создан концентрационный пересыльный лагерь для советских военнопленных, в котором погибло около 5000 красноармейцев, здесь же и похороненных. В 1944 году на братской могиле был установлен памятник — ступенчатая бетонная пирамида со звездой и табличкой. В 1982 году (к тому времени Дымовка уже входила в состав Победного) памятник был заменён на наклонную плиту со звездой, в 1989 году установлен современный: стела и символ вечного огня на общем постаменте (автор неизвестен).
После освобождения Крыма от нацистов в апреле 1944 года, 12 августа было принято постановление № ГОКО-6372с «О переселении колхозников в районы Крыма» и в сентябре 1944 года в район приехали первые новоселы (27 семей) из Каменец-Подольской и Киевской областей, а в начале 1950-х годов последовала вторая волна переселенцев из различных областей Украины. С 25 июня 1946 года селение в составе Крымской области РСФСР. Указом Президиума Верховного Совета РСФСР от 18 мая 1948 года, Кадым переименовали в Дымовку. 26 апреля 1954 года Крымская область была передана из состава РСФСР в состав УССР. Время включения в Заречненский сельсовет пока не выяснено: на 15 июня 1960 года село уже числилось в его составе. К 1968 году село присоединили к Победному (согласно справочнику «Крымская область. Административно-территориальное деление на 1 января 1968 года» — в период с 1954 по 1968 годы).